# Мурдугов Олександр Йосипович
Олександр Йосипович Мурдугов (нар. 2 серпня 1912, Святий Хрест — 2 квітня 2007, Київ) — радянський офіцер-артилерист, Герой Радянського Союзу (1945).

## Біографія
Народився 2 серпня 1912 року в місті Святому Хресті (нині Будьонновськ Ставропольського краю), у селянській родині. Вірменин. Закінчив п'ять класів неповної середньої школи. Працював в артілі.
У 1934 році призваний до лав Червоної Армії. У 1938 році закінчив Тбіліське військово-політичне училище. Член ВКП (б) з 1939 року. У боях німецько-радянської війни з серпня 1942 року. Був командиром артилерійського дивізіону 80-го артилерійського полку 76-ї стрілецької дивізії 47-ї армії 1-го Білоруського фронту.
В ході оточення берлінського угруповання противника майор О. І. Мурдугов вміло командував своїм дивізіоном, брав участь в оволодінні містом Шильдов, завдав ворогові великих втрат. Указом Президії Верховної Ради СРСР від 31 травня 1945 року за зразкове командування артилерійським дивізіоном і проявлені при цьому особисту мужність і героїзм майору Олександру Йосиповичу Мурдугову присвоєно звання Героя Радянського Союзу з врученням ордена Леніна і медалі «Золота Зірка» (№ 6434).

Могила Олександра Мурдугова

Після закінчення війни продовжував службу в армії. У 1953 році закінчив Вищу офіцерську артилерійську школу. З 1959 року підполковник О. І. Мурдугов — в запасі. Жив у Києві. Помер 2 квітня 2007 року. Похований в Києві на Байковому кладовищі (ділянка № 33).

## Нагороди
Нагороджений орденом Леніна, орденом Червоного Прапора, орденом Богдана Хмельницького 3-го ступеня, двома орденами Вітчизняної війни 1-го ступеня, орденом Червоної Зірки, медалями.